# Барле, Каспар ван
Каспар ван Барле, в латинизированной форме Каспар Барлей (нидерл. Kaspar (Caspar) van Baerle, лат. Casparus Barlaeus, 12 февраля 1584, Антверпен — 14 января 1648, Амстердам) — нидерландский учёный и писатель.

## Биография
Вскоре после рождения Каспара и в связи со вступлением испанских войск в Антверпен (1585) семья переехала в восточные Нидерланды — город Залтбоммел (провинция Гелдерланд), где отец семейства занял пост директора латинской школы.
Каспар Барлей изучал богословие и философию в Лейденском университете. Полтора года служил священником в Южной Голландии, затем преподавал философию в alma mater. Из-за симпатии к ремонстрантам (арминианам) был вынужден оставить пост. Изучал медицину в Кане, получил степень, но никогда не практиковал по специальности.
С 1631 года ван Барле преподавал философию и риторику в амстердамском Атенее (при этом панически боялся лекций и вообще публичных выступлений — даже инаугурационную речь за него произносил его друг и коллега Гергард Фосс).
Дружил с Питером Хофтом, переписывался с Хёйгенсом и Декартом.
Каспар ван Барле страдал острыми приступами меланхолии, неожиданно скончался во время одного из них.

## Труды
Автор стихов на латинском и голландском языках, проповедей, исторических трудов (Medicea Hospes, 1638), описания голландских колоний в Бразилии (Rerum per octennium in Brasilia et alibi nuper gestarum sub praefectura illustrissimi comitis I. Mauritii Nassaviae &c. comitis, historia, 1647), переводчик.

## Издания
- Caspar Barlaeus: from the correspondence of a melancholic. Assen: Van Gorcum, 1976

## Признание
Одной из гимназий Амстердама (открыта в 1885 году) присвоено имя ван Барле, его именем названа одна из центральных улиц столицы.